# Gary Goetzman
Gary Michael Goetzman (Los Angeles, 6 novembre 1952) è un produttore cinematografico e produttore televisivo statunitense, fondatore, assieme a Tom Hanks, della casa di produzione Playtone, attraverso la quale ha prodotto titoli di successo come Il mio grosso grasso matrimonio greco, Polar Express, Mamma Mia! e Band of Brothers - Fratelli al fronte.

## Biografia
Esordì al cinema giovanissimo, recitando in parti come quella del figlio di Dick Van Dyke in Divorzio all'americana (1967) o di quello di Henry Fonda in Appuntamento sotto il letto (1968). Terminata la carriera da attore bambino nel decennio seguente, mise in piedi, ancora adolescente, un'impresa di flipper e letti ad acqua. Lavorò come paroliere per Smokey Robinson, Natalie Cole, Chaka Khan e gli Staple Singers, tra gli altri. Fece ritorno nel mondo del cinema proprio in qualità di supervisore alle musiche dei film di Jonathan Demme, fatto che gli permise di continuare la propria carriera d'attore in piccoli ruoli nei suoi film, fino ad esordire come produttore col suo Stop Making Sense (1984), film concerto dei Talking Heads di David Byrne di cui era amico.
Produttore esecutivo per Demme de Il silenzio degli innocenti (1991) e Philadelphia (1993), conobbe con quest'ultimo film Tom Hanks, che lo volle come produttore per il suo esordio alla regia, Music Graffiti (1996), di cui Goetzman scrisse anche le canzoni della band fittizia protagonista. Ciò segnò l'inizio sia di un sodalizio duraturo con la star che della sua carriera come produttore "in proprio", non più necessariamente legato a Demme (di cui produrrà ancora il successivo L'ombra del passato  e l'ultimo film prima della morte, Dove eravamo rimasti del 2015).
Nel 1998 fondò quindi assieme ad Hanks la casa di produzione Playtone, il cui primo film fu Cast Away di Robert Zemeckis, che incassò 233 milioni di dollari nei soli Stati Uniti. Ulteriori scommesse indovinate furono la produzione della miniserie kolossal sulla seconda guerra mondiale Band of Brothers - Fratelli al fronte (2001), di grande apprezzamento da parte della critica, e il film Il mio grosso grasso matrimonio greco (2002), che divenne all'epoca la commedia più profittevole di sempre in America, con un incasso di 241 milioni dollari a fronte di un budget di poco più di 5.

## Filmografia

### Produttore

#### Cinema
- Stop Making Sense, regia di Jonathan Demme (1984)
- Miami Blues, regia di George Armitage (1990)
- Il silenzio degli innocenti (Silence of the Lambs), regia di Jonathan Demme (1990) - produttore esecutivo
- Amos & Andrew, regia di E. Max Frye (1993)
- Philadelphia, regia di Jonathan Demme (1993) - produttore esecutivo
- Il diavolo in blu (Devil in a Blue Dress), regia di Carl Franklin (1995)
- Music Graffiti (That Thing You Do!), regia di Tom Hanks (1996)
- L'ombra del passato (Beloved), regia di Jonathan Demme (1998)
- Il mio grosso grasso matrimonio greco (My Big Fat Greek Wedding), regia di Joel Zwick (2002)
- Polar Express (The Polar Express), regia di Robert Zemeckis (2004)
- Ant Bully - Una vita da formica (The Ant Bully), regia di John A. Davis (2006)
- Il quiz dell'amore (Starter for 10), regia di Tom Vaughan (2006)
- Un'impresa da Dio (Evan Almighty), regia di Tom Shadyac (2007) - produttore esecutivo
- La guerra di Charlie Wilson (Charlie Wilson's War), regia di Mike Nichols (2007)
- The Great Buck Howard, regia di Sean McGinly (2008)
- Mamma Mia!, regia di Phyllida Lloyd (2008)
- Ember - Il mistero della città di luce (City of Ember), regia di Gil Kenan (2008)
- Le mie grosse grasse vacanze greche (My Life in Ruins), regia di Donald Petrie (2009) - produttore esecutivo
- Nel paese delle creature selvagge (Where the Wild Things Are), regia di Spike Jonze (2009)
- L'amore all'improvviso - Larry Crowne (Larry Crowne), regia di Tom Hanks (2011)
- Parkland, regia di Peter Landesman (2013)
- Dove eravamo rimasti (Ricki and the Flash), regia di Jonathan Demme (2015)
- Ithaca - L'attesa di un ritorno (Ithaca), regia di Meg Ryan (2015) - produttore esecutivo
- Il mio grosso grasso matrimonio greco 2 (My Big Fat Greek Wedding 2), regia di Kirk Jones (2016)
- Aspettando il re (A Hologram for the King), regia di Tom Tykwer (2016)
- The Circle, regia di James Ponsoldt (2017)
- Mamma Mia! Ci risiamo (Mamma Mia! Here We Go Again), regia di Ol Parker (2018)
- Greyhound - Il nemico invisibile (Greyhound), regia di Aaron Schneider (2020)
- Notizie dal mondo (News from the World), regia di Paul Greengrass (2020)
- Non così vicino (A Man Called Otto), regia di Marc Forster (2022)

#### Televisione
- Band of Brothers - Fratelli al fronte (Band of Brothers) – miniserie TV, 10 puntate (2001) - co-produttore esecutivo
- Big Love – serie TV, 51 episodi (2006-2011) - produttore esecutivo
- John Adams – miniserie TV, 7 puntate (2008) - produttore esecutivo
- The Pacific – miniserie TV, 10 puntate (2010) - produttore esecutivo
- Game Change, regia di Jay Roach – film TV (2012) - produttore esecutivo
- The Sixties – miniserie TV, 10 puntate (2014) - produttore esecutivo
- Olive Kitteridge – miniserie TV, 4 puntate (2014) - produttore esecutivo
- The Seventies – miniserie TV, 8 puntate (2015) - produttore esecutivo
- The Eighties – miniserie TV, 7 puntate (2016) - produttore esecutivo
- The Nineties – miniserie TV, 7 puntate (2017) - produttore esecutivo
- The 2000s – miniserie TV, 7 puntate (2018) - produttore esecutivo
- The Movies – miniserie TV, 6 puntate (2019) - produttore esecutivo
- Masters of the Air - miniserie TV, 9 episodi (2024) - produttore esecutivo

### Attore

#### Cinema
- Divorzio all'americana (Divorce American Style), regia di Bud Yorkin (1967)
- Appuntamento sotto il letto (Yours, Mine and Ours), regia di Melville Shavelson (1968)
- Femmine in gabbia (Caged Heat), regia di Jonathan Demme (1974) - non accreditato
- Citizens Band, regia di Jonathan Demme (1977)
- Il segno degli Hannan (Last Embrace), regia di Jonathan Demme (1979)
- Una volta ho incontrato un miliardario (Melvin (and Howard)), regia di Jonathan Demme (1980)
- The Incredible Shrinking Woman, regia di Joel Schumacher (1981)
- Libertà poco vigilata (Bustin' Loose), regia di Oz Scott e Michael Schultz (1981)
- Tempo di swing (Swing Shift), regia di Jonathan Demme (1984)
- Qualcosa di travolgente (Something Wild), regia di Jonathan Demme (1986)
- E Dio creò la donna (And God Created Woman), regia di Roger Vadim (1988)
- Una vedova allegra... ma non troppo (Married to the Mob), regia di Jonathan Demme (1988)
- Miami Blues, regia di George Armitage (1990)
- Il silenzio degli innocenti (Silence of the Lambs), regia di Jonathan Demme (1990) - non accreditato
- Philadelphia, regia di Jonathan Demme (1993)

#### Televisione
- Un equipaggio tutto matto (McHale's Navy)  – serie TV, episodio 4x16 (1965)
- In casa Lawrence (Family)  – serie TV, episodi 4x04-5x07 (1978-1980)

## Riconoscimenti
- Premi BAFTA
  - 2009 – Candidatura al miglior film britannico per Mamma Mia!
- Premi Emmy
  - 2002 – Miglior miniserie per Band of Brothers - Fratelli al fronte
  - 2008 – Miglior miniserie per John Adams
  - 2009 – Candidatura alla miglior serie drammatica per Big Love
  - 2010 – Miglior miniserie per The Pacific
  - 2012 – Miglior miniserie o film per la televisione per Game Change
  - 2015 – Miglior miniserie per Olive Kitteridge
  - 2015 – Candidatura alla miglior serie documentario o non di finzione per The Sixties
  - 2016 – Candidatura alla miglior serie documentario o non di finzione per The Seventies
- PGA Awards
  - 2003 – Candidatura al miglior produttore di un lungometraggio cinematografico per Il mio grosso grasso matrimonio greco
  - 2009 – Miglior produttore di televisione, formato lungo per John Adams
  - 2011 – Miglior produttore di televisione, formato lungo per The Pacific
  - 2013 – Miglior produttore di televisione, formato lungo per Game Change

## Nella cultura di massa
Alle sue esperienze imprenditoriali nella San Fernando Valley dei primi anni settanta si ispira il personaggio protagonista di Gary Valentine (interpretato da Cooper Hoffman) nel film Licorice Pizza (2021) di un altro discepolo di Demme, Paul Thomas Anderson.